# Mount Minami-heitō
Mount Minami-heitō (japanisch 南平頭山 Minami-heitō-zan, deutsch ‚Südlicher Flachgipfelberg‘) ist ein 480 m hoher Berg im ostantarktischen Königin-Maud-Land. An der Prinz-Harald-Küste ragt er am südöstlichen Ende der Hügelgruppe Langhovde auf.
Luftaufnahmen und Vermessungen einer von 1957 bis 1962 dauernden japanischen Antarktisexpedition dienten seiner Kartierung. Die Benennung in Anlehnung an diejenige des nördlich benachbarten Mount Heitō erfolgte 1973. Das US-amerikanische Advisory Committee on Antarctic Names übertrug sie 1975 ins Englische.